# Dajr az-Zaur
Dajr az-Zaur (arab. دَيْرُ ٱلزَّوْرِ / دَيْرُ ٱلزُّور, transkr. Dajr uz-Zaur / Dajr uz-Zur) miasto w Syrii położone nad brzegiem Eufratu, około 450 kilometrów na północny wschód od Damaszku. Jest stolicą muhafazy (prowincji) o tej samej nazwie. Zamieszkiwane jest przez 314 435 osób (2024). 
W mieście rozwinął się przemysł spożywczy oraz włókienniczy.

## Historia

### Wojna domowa w Syrii
Siły Zbrojne Syrii
     Państwo Islamskie

Sytuacja na początku 2017.
Siły Zbrojne Syrii
Państwo Islamskie

Sytuacja w mieście w październiku 2017.

Od 14 lipca 2014 roku miasto było oblężone przez terrorystów z organizacji Państwo Islamskie (ISIS). Pomimo licznych ataków i ofensyw, terrorystom nie udało się w pełni przełamać linii obronnych oddziałów rządowych, zajęli jednak część miejscowości. Przez ponad 3 lata około 150 tysięcy mieszkańców jacy pozostali w mieście, było zaopatrywanych w leki i żywność drogą lotniczą. Dowództwo nad siłami syryjskimi w mieście w czasie oblężenia sprawował generał Isam Zahr ad-Din.
5 września 2017, dzięki ofensywie syryjskiej armii wspieranej przez Rosję, udało się przerwać oblężenie. 3 listopada 2017 armia syryjska całkowicie wyzwoliła Dajr az-Zaur spod kontroli ISIS.
6 grudnia 2024 siły rządowe wycofały się z miasta. Następnie miasto zostało zajęte przez Syryjskie Siły Demokratyczne (SDF).